# Torrent d'en Valls
El Torrent d'en Valls, dit també el Rierot, és una petita riera de la ciutat de Badalona que discorre íntegrament per terreny urbanitzat, canalitzada i soterrada, en un recorregut total d'uns dos quilòmetres. Neix a la Serra d'en Mena per la confluència de dos cursos diferents: el Rierot d'en Roc, que neix a la falda del Turó d'en Carig i davalla pel barri de Sistrells per sota del carrer de Marià Benlliure; i el Rierot d'en Cabanyes, que ve de la masia de Can Cabanyes i conflueix amb l'anterior entorn de l'església de Sant Pau. És just després de l'aiguabarreig que rep el nom de Torrent d'en Valls, per la proximitat amb Can Valls, i discorre per sota del carrer del mateix nom. Finalment, en el curs baix rep els noms de Rierot d'en Peixau, per la proximitat a Can Peixau, i Rierot d'en Garriga; recorre el carrer de Maria Auxiliadora i arriba a la Platja del Coco, a tocar del Port, tot i que actualment l'aigua no desemboca a la mar sinó que és reconduïda per un col·lector interceptor que la porta a la depuradora del Besòs.